# Llista de comtes, senyors i ducs de Milà
La llista de comtes-bisbes, senyors i ducs de Milà és la següent:

## Comtes i bisbes de Milà
- 840-865: Lleó de Milà
- 865-892: Alberic
- 892-901: Maguifred
- 918-961: Berenguer
- 962-975: Humbert
- 980-998: Landolf
- 998-1018: Arnulf I
- 1018-1045: Heribert d'Intimianus
- 1045-1070: Guiot de Velate
- 1070-1075: Godofred de Castiglione
- 1075-1080: Teobald
- 1080-1093: Anselm I de Rho
- 1093-1097: Arnulf II
- 1097-1101: Anselm II de Bovisio
- 1101-1247: Govern dels cònsols i podestà del Sacre Imperi Romanogermànic

## Senyors de Milà

### Dinastia Torriani
- 1197-1241: Pagà I Torriani
- 1241-1257: Pagà II Torriani
regència 1253-1256: Manfred Lancia
- 1257-1259: Martí Torriani
- 1259-1264: Obert Pallavicini
- 1263-1265: Felip Torriani
- 1265-1277: Napoleó Torriani
regència 1277-1278: Conrat Mosca
- 1278-1281: Conrat Mosca

### Dinastia Visconti

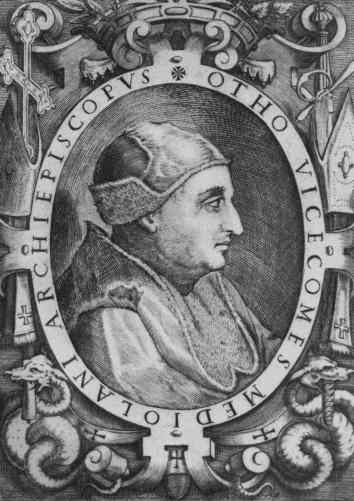
Imatge d'Otó Visconti.

- 1277-1295: Otó Viconti
ocupació 1278-1282: Guillem de Montferrat
- 1294-1302: Mateu I Visconti
- 1302-1311: Guiu Torriani
- 1311-1322: Mateu I Visconti
- 1322-1327: Galeàs I Visconti
- 1327-1329: Ocupació imperial per Guillem de Montfort
- 1329-1339: Assó Visconti
- 1339-1349: Lluc Visconti
- 1349-1354: Joan Visconti
- 1349-1385: Bernabeu Visconti
- 1349-1378: Galeàs II Visconti
- 1349-1355: Mateu II Visconti
- 1378-1395: Joan Galeàs Visconti

l'any 1395 el títol del Senyor és elevat al de duc per Venceslau IV de Bohèmia

## Ducs de Milà

Escut d'armes del Ducat de Milà.

### Dinastia Visconti
- 1395-1402: Joan Galeàs Visconti
- 1402-1412: Joan Maria Visconti
- 1412-1447: Felip Maria Visconti
- 1447-1450: creació de la República Ambrosiana
  - 1447-1448: Govern dels 24
  - 1448-1449: Carlo Gonzaga (capità general)
  - 1449-1450: Biagio Assereto (capità general)

### Dinastia Sforza
- 1450-1466: Francesc I Sforza
- 1466-1476: Galeàs Maria Sforza
regència 1466-1476: Blanca Maria Visconti
- 1476-1494: Joan Galeàs Sforza
- 1494-1500: Lluís Maria Sforza
- 1499-1500: Ocupació de Lluís XII de França
- 1500: Lluís Maria Sforza
- 1500-1512: Ocupació de Lluís XII de França
- 1512-1515: Maximilià Sforza
- 1515-1521: Ocupació de Francesc I de França
- 1521-1524: Francesc II Sforza
- 1524-1525: Ocupació de Francesc I de França
- 1525-1526: Francesc II Sforza
- 1526-1529: Ocupació de Francesc I de França
- 1529-1535: Francesc II Sforza

l'any 1535 el Ducat de Milà és reivindicat per Carles V del Sacre Imperi Romanogermànic i és reanomenat Milanesat, passant a formar part de la Corona de Castella

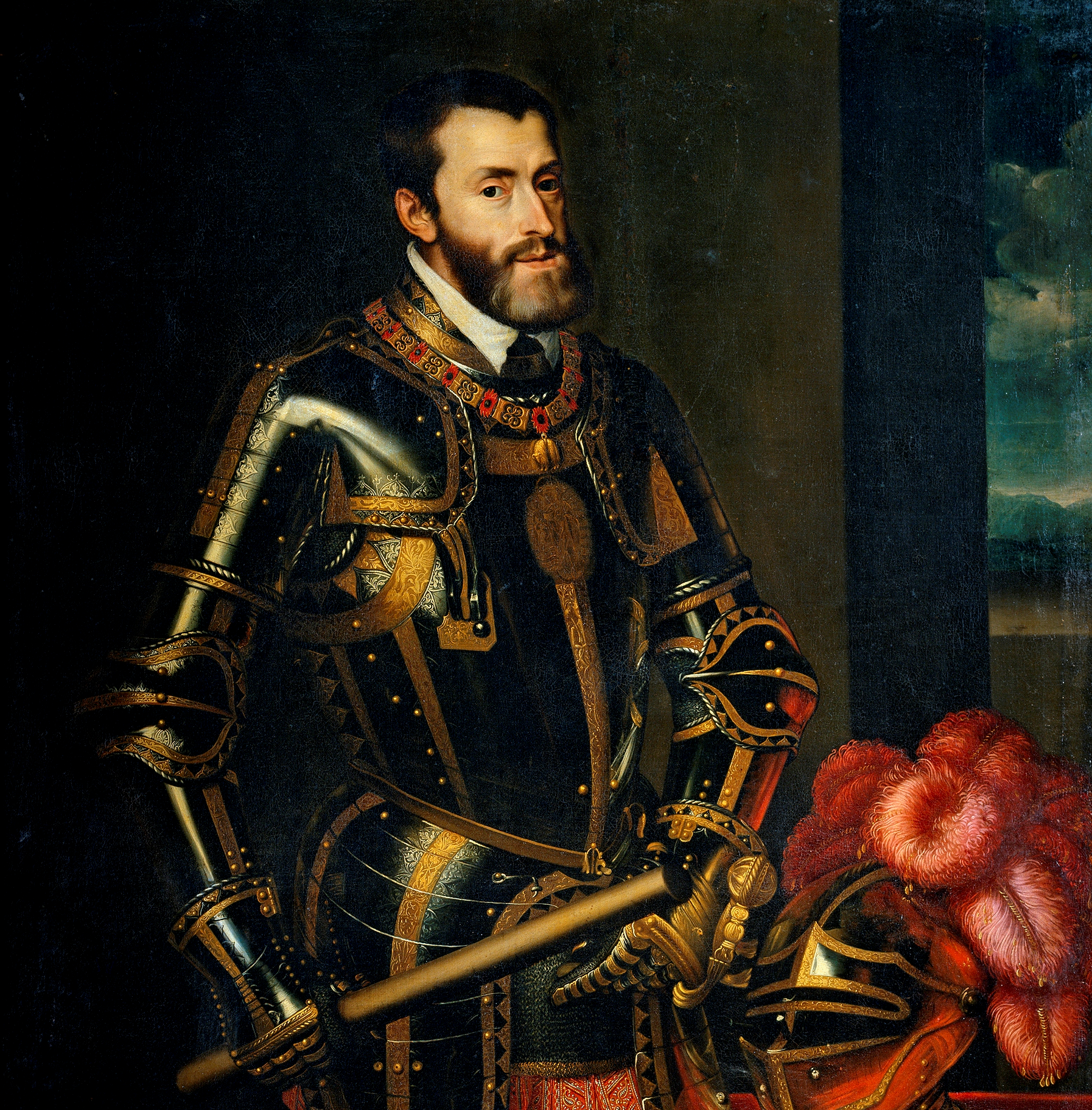
Imatge de Carles I de Castella i V del Sacre Imperi

### Casa d'Àustria
- 1535-1540: Carles V del Sacre Imperi Romanogermànic
- 1540-1598: Felip II de Castella
- 1598-1621: Felip III de Castella
- 1621-1665: Felip IV de Castella
- 1665-1700: Carles II de Castella

### Dinastia Borbó
- 1700-1706: Felip V d'Espanya

l'any 1706 el Milanesat esdevé part del Sacre Imperi Romanogermànic sota el domini de Carles VI del Sacre Imperi Romanogermànic

### Casa d'Àustria
- 1706-1733: Carles VI del Sacre Imperi Romanogermànic
- 1733-1736: Carles Manuel III de Sardenya (integració al Regne de Sardenya-Piemont)
- 1736-1740: Carles VI del Sacre Imperi Romanogermànic
- 1704-1780: Maria Teresa I d'Àustria
- 1780-1790: Josep II de Lorena-Habsburg
- 1790-1792: Leopold de Lorena-Habsburg
- 1792-1797: Francesc I d'Àustria
- 1797-1802: creació de la República Cisalpina
- 1802-1805: integració a la República d'Itàlia
- 1805-1814: integració al Regne napoleònic d'Itàlia
- 1814-1835: Francesc I d'Àustria (restauració)
- 1835-1848: Ferran I d'Àustria
- 1848: Govern revolucionari italià
- 1848: Ferran I d'Àustria (restauració)
- 1848-1859: Francesc Josep I d'Àustria

integració l'any 1859 del Ducat de Milà al Regne de Sardenya-Piemont, que l'any 1861 va esdevenir Regne d'Itàlia